# 中山健男
中山 健男（なかやま たけお、1910年（明治43年）1月7日 - 1977年（昭和52年）10月17日）は、日本の法学者（憲法学）。法学博士（京都大学・1966年）（学位論文「国家と宗教に関する研究」）。日本法政学会理事。滋賀県出身。

## 略歴
- 1910年（明治43年）1月7日：滋賀県大津市に生まれる。
- 1927年（昭和2年）3月：京都府立第二中学校（現・京都府立鳥羽高等学校）第四学年修了。
- 1930年（昭和5年）3月：第三高等学校文科甲類卒業
- 1934年（昭和9年）3月：東京帝国大学法学部政治学科卒業
- 1937年（昭和12年）12月：新潟県立十日市中学校教諭
- 1939年（昭和14年）12月：兵庫県立第一神戸商業学校（現・兵庫県立神戸商業高等学校）教諭
- 1951年（昭和26年）4月：西宮市立鳴尾中学校長
- 1953年（昭和28年）4月：京都大学大学院法学研究科修士課程入学。
- 1955年（昭和30年）
  - 3月：京都大学大学院法学研究科修士課程修了
  - 4月：京都大学大学院法学研究科博士課程入学
- 1958年（昭和33年）3月：京都大学大学院法学研究科博士課程中退。
- 1958年（昭和33年）4月：名城大学法学部講師
- 1961年（昭和36年）4月：名城大学法学部助教授
- 1966年（昭和41年）3月：京都大学より法学博士の学位を受く（学位論文「国家と宗教に関する研究」）。
- 1966年（昭和41年）10月：名城大学法学部教授
- 1977年（昭和52年）10月17日：逝去。